# Rouble

Symbole du rouble russe depuis le 11 décembre 2013

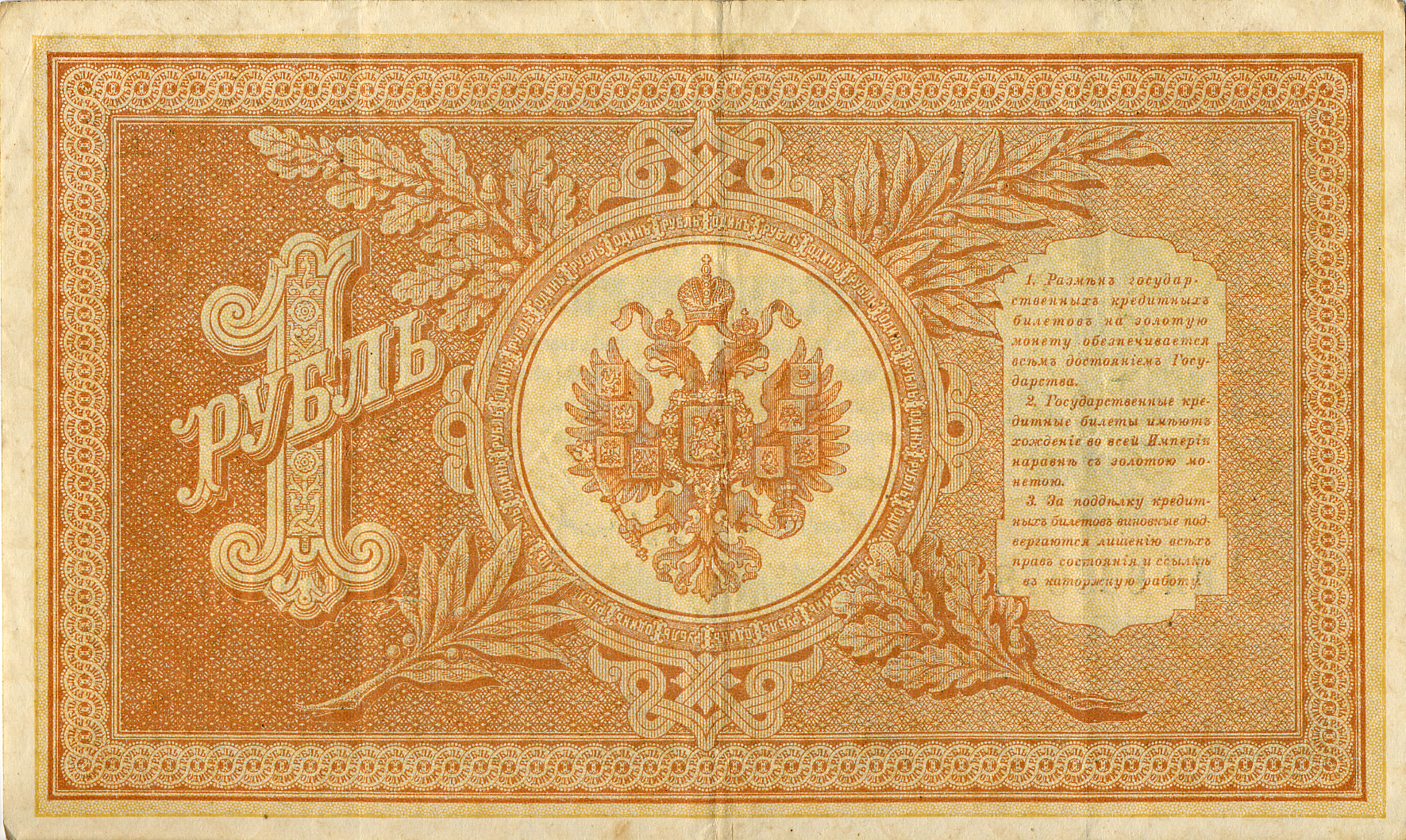
Rouble russe de 1898 (recto)

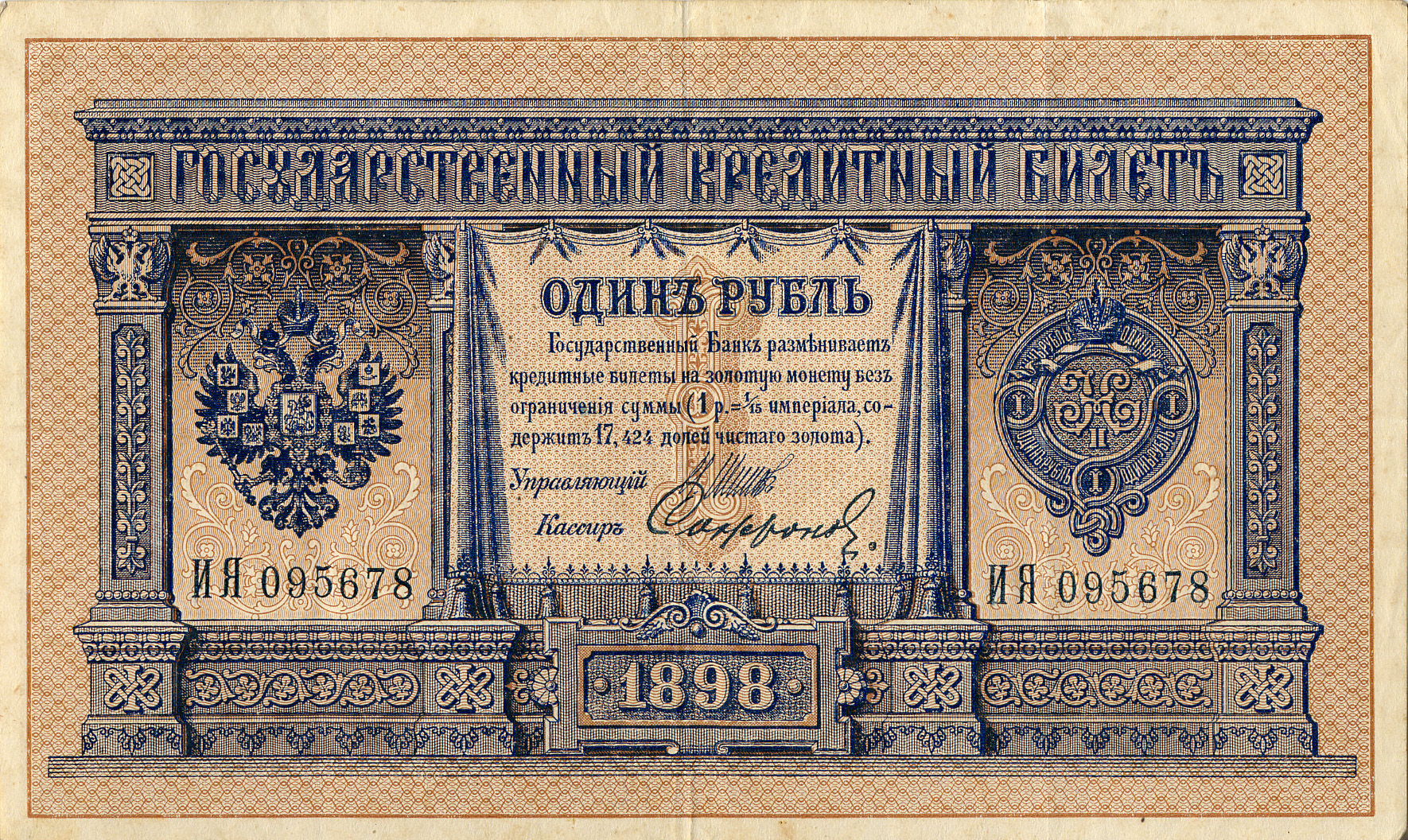
Rouble russe de 1898 (verso)

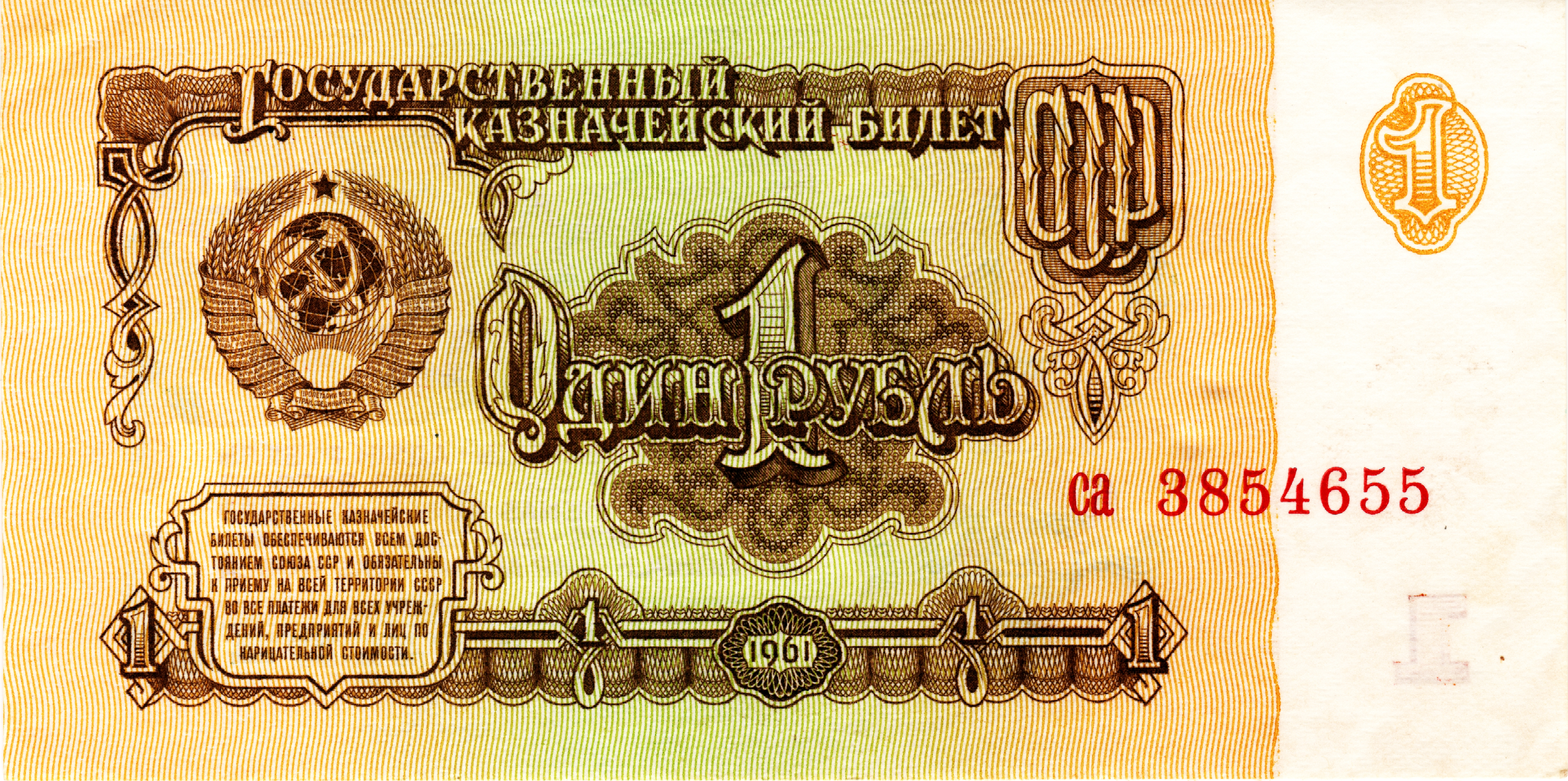
Rouble soviétique de 1961

Le rouble (en russe : рубль, ancien symbole: Pуб) est une unité monétaire utilisée par plusieurs pays.
Il fut institué à partir de 1723 dans l'Empire russe, puis en URSS, et enfin dans la Russie actuelle. Il est aussi la monnaie d'autres pays comme la Biélorussie.
Le mot rouble est apparu à l'usage au XIIIe siècle dans la république de Novgorod. Il s'agissait à cette époque, non pas de pièces de monnaie mais de petits morceaux d'argent métal issus de la grivna, lingotin pesant en moyenne 200 g et divisé en unités plus petites afin de faciliter les échanges.
Le mot « rouble » vient du verbe russe « roubit » (рубить) qui signifie « fendre » (bois) ou  « hacher » (viande, légumes), car c'est sans doute avec un outil coupant que la grivna était segmentée.
En Russie, le rouble est divisé en 100 kopecks (копейка) depuis la réforme de 1701. La faible valeur de cette monnaie a donné l'expression française « ne pas valoir un kopeck » qui signifie ne quasiment rien valoir.
Jusqu'en 2013 désigné par les lettres Pуб ou encore plus simplement P, le rouble russe a été gratifié d'un nouveau symbole le 11 décembre 2013, à la suite d'un vote tenu depuis le 5 novembre sur le site de la Banque centrale de Russie. Les participants pouvaient choisir entre cinq symboles ou proposer le leur. Le symbole retenu, qui a obtenu 61 % des voix, est un symbole qui était utilisé de manière officieuse depuis 2007 : ₽, soit la lettre Р de l'alphabet cyrillique (prononcée R) munie d'une barre horizontale. Au moment de son lancement, il n'était pas possible de reproduire ce symbole sur la plupart des traitements de textes, nécessitant ainsi une mise à jour de ces logiciels.
À titre indicatif, en 2013, le taux de change a oscillé entre 40 et 50 roubles russes pour 1 euro, avant de subir de très fortes variations en 2014, à la suite d'une importante dévaluation de cette monnaie par rapport au dollar et à l'euro.

## Unités monétaires actuelles
- Rouble biélorusse (depuis 2016)
- Rouble russe (depuis 1998)
- Rouble de Transnistrie

## Unités monétaires disparues
- Biélorussie :
  - Rouble biélorusse (1992-2000)
  - Rouble biélorusse (2000-2016)
- Russie (hors RSFSR) :
  - Rouble impérial russe
    - Rouble d'assignation

  - Rouble russe (1993-1998)
- RSFSR puis Union soviétique :
  - Rouble soviétique (1918-1921, 1922, 1923-1924, 1924-1947, 1947-1961, 1961-1991, 1991 et jusqu'en 1995 dans certaines anciennes républiques soviétiques)
    - Rouble transférable
- Autres :
  - Rouble arménien
  - Rouble azéri
  - Rouble géorgien
  - Rouble letton
  - Rouble tadjik